# Iyaz
Iyaz(1987년 4월 15일 ~ )는 영국령 버진아일랜드의 싱어송라이터이다.